# Penaeus
Penaeus é um género de camarões, incluindo o camarão-tigre-gigante (P. monodon), que é a mais importante espécie de camarão criada em carcinicultura em todo o mundo. O género foi reorganizado seguindo a proposta de Pérez Farfante e Kensley baseando-se nas diferenças morfológicas, em particular nas características genitais destes animais, ainda que esta revisão ainda não tenha sido universalmente aceite. Depois desta revisão, muitas espécies que pertenciam anteriormente ao género Penaeus têm sido colocadas em novos géneros da família Penaeidae: Farfantepenaeus, Fenneropenaeus, Litopenaeus e Marsupenaeus. As seguintes tabelas permitem um resumo da situação:
| Antigo nome científico | Novo nome científico           | Nome vulgar             |
| ---------------------- | ------------------------------ | ----------------------- |
| P. aztecus             | Farfantepenaeus aztecus        | camarão-café-do-norte   |
| P. brasiliensis        | Farfantepenaeus brasiliensis   | camarão-rosa            |
| P. brevirostris        | Farfantepenaeus brevirostris   | camarão-cristal         |
| P. californiensis      | Farfantepenaeus californiensis | camarão-pata-amarela    |
| P. chinensis           | Fenneropenaeus chinensis       | camarão-carnudo         |
| P. orientalis          | Fenneropenaeus chinensis       | camarão-carnudo         |
| P. duorarum            | Farfantepenaeus duorarum       | camarão-rosado-do-norte |
| P. esculentus          | Penaeus esculentus             | camarão-tigre-castanho  |
| P. indicus             | Fenneropenaeus indicus         | camarão-branco          |
| P. japonicus           | Marsupenaeus japonicus         | camarão-japonês         |
| P. merguiensis         | Fenneropenaeus merguiensis     | camarão-banana          |
| P. monodon             | Penaeus monodon                | camarão-tigre-gigante   |
| P. notialis            | Farfantepenaeus notialis       | camarão-rosado-do-sul   |
| P. occidentalis        | Litopenaeus occidentalis       |                         |
| P. paulensis           | Farfantepenaeus paulensis      | camarão-rosa            |
| P. penicillatus        | Fenneropenaeus penicillatus    | camarão-cauda-vermelha  |
| P. schmitti            | Litopenaeus schmitti           | Camarao-caboclo         |
| P. semisulcatus        | Penaeus semisulcatus           | camarão-tigre-verde     |
| P. setiferus           | Litopenaeus setiferus          | camarão-branco-nortenho |
| P. silasi              | Fenneropenaeus silasi          |                         |
| P. stylirostris        | Litopenaeus stylirostris       | camarão-azul            |
| P. subtilis            | Farfantepenaeus subtilis       | camarão-lixo            |
| P. vannamei            | Litopenaeus vannamei           | camarão-cinza           |

Algumas outras espécies que são por vezes classificadas como pertencentes ao género Penaeus spp. estão atualmente colocadas no género Melicertus:
| Nome inválido    | Nome científico válido   | Nome vulgar    |
| ---------------- | ------------------------ | -------------- |
| P. canaliculatus | Melicertus canaliculatus |                |
| P. kerathurus    | Melicertus kerathurus    | Gamba-manchada |
| P. latisculatus  | Melicertus latisulcatus  | Camarão-real   |
| P. longistylus   | Melicertus longistylus   |                |
| P. marginatus    | Melicertus marginatus    |                |
| P. plebejus      | Melicertus plebejus      |                |